# Нагрудний знак «Петро Могила»

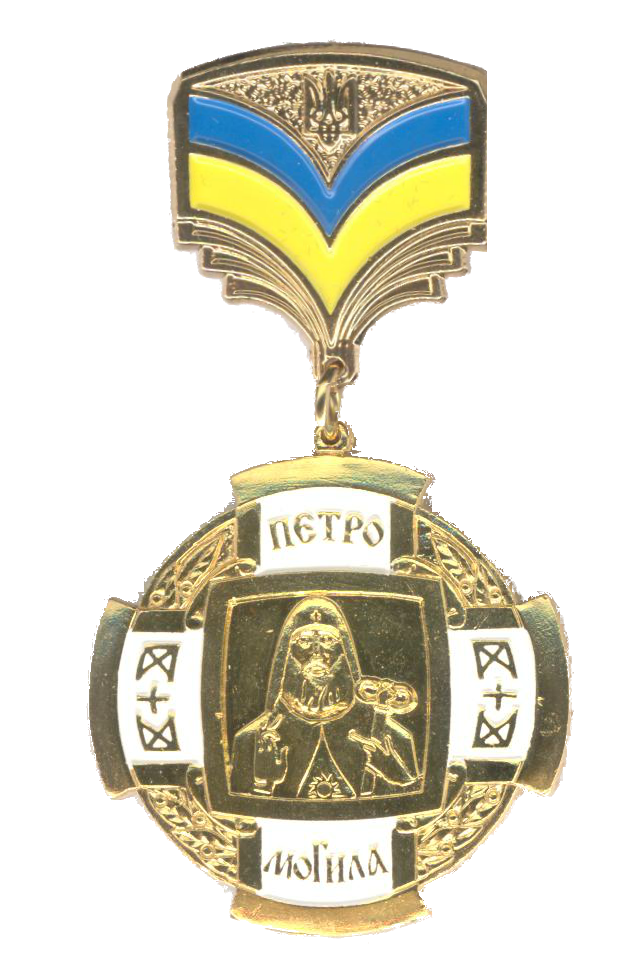
Нагрудний знак «Петро Могила»

Нагру́дний знак «Петро Моги́ла» — заохочувальна відзнака Міністерства освіти і науки України. Відзнаку названо названо честь українського освітнього діяча Петра Могили. Має третій (найвищий) ступінь серед відзнак, запроваджених міністерством.

## Відомості про відзнаку
Нагрудним знаком відзначаються наукові та науково-педагогічні працівники, а також інші особи за значний особистий внесок у розвиток вищої освіти, які досягли значних успіхів в організації навчальної, науково-методичної та науково-дослідної роботи, підготовці та підвищенні кваліфікації наукових та науково-педагогічних кадрів, розвитку педагогічної науки, створенні підручників і навчальних посібників для вищих навчальних закладів.
Подання про нагородження вносять Міністерству освіти і науки України центральні органи виконавчої влади, які мають у своєму підпорядкуванні вищі навчальні заклади, Міністерство освіти і науки Автономної Республіки Крим, управління освіти і науки обласних, Київської і Севастопольської міських державних адміністрацій, Національна академія педагогічних наук України, ЦК профспілки працівників освіти і науки України, вищі навчальні заклади.
Втратила чинність відповідно до наказу Міністерства освіти і науки України від 30 липня 2013 року № 1047 «Про затвердження Положення про відомчі заохочувальні відзнаки Міністерства освіти і науки України».